# Cardwelliljesläktet
Cardwelliljesläktet (Proiphys) är ett växtsläkte i familjen amaryllisväxter med fyra arter från sydöstra Asien och Australien.
Släktnamnet (grek.) betyder "tidigt framkommande" och syftar på fröna som gror redan innan de ramlat av plantan.
Kladogram enligt Catalogue of Life:
| Proiphys | \| \| Proiphys alba \| \| \| \| \| \| Proiphys amboinensis \| \| \| \| \| \| Proiphys cunninghamii \| \| \| \| \| \| Proiphys infundibularis \| \| \| \| |
|          | \| \| Proiphys alba \| \| \| \| \| \| Proiphys amboinensis \| \| \| \| \| \| Proiphys cunninghamii \| \| \| \| \| \| Proiphys infundibularis \| \| \| \| |
|          | Proiphys alba |
|          | |
|          | Proiphys amboinensis |
|          | |
|          | Proiphys cunninghamii |
|          | |
|          | Proiphys infundibularis |
|          | |

## Bildgalleri

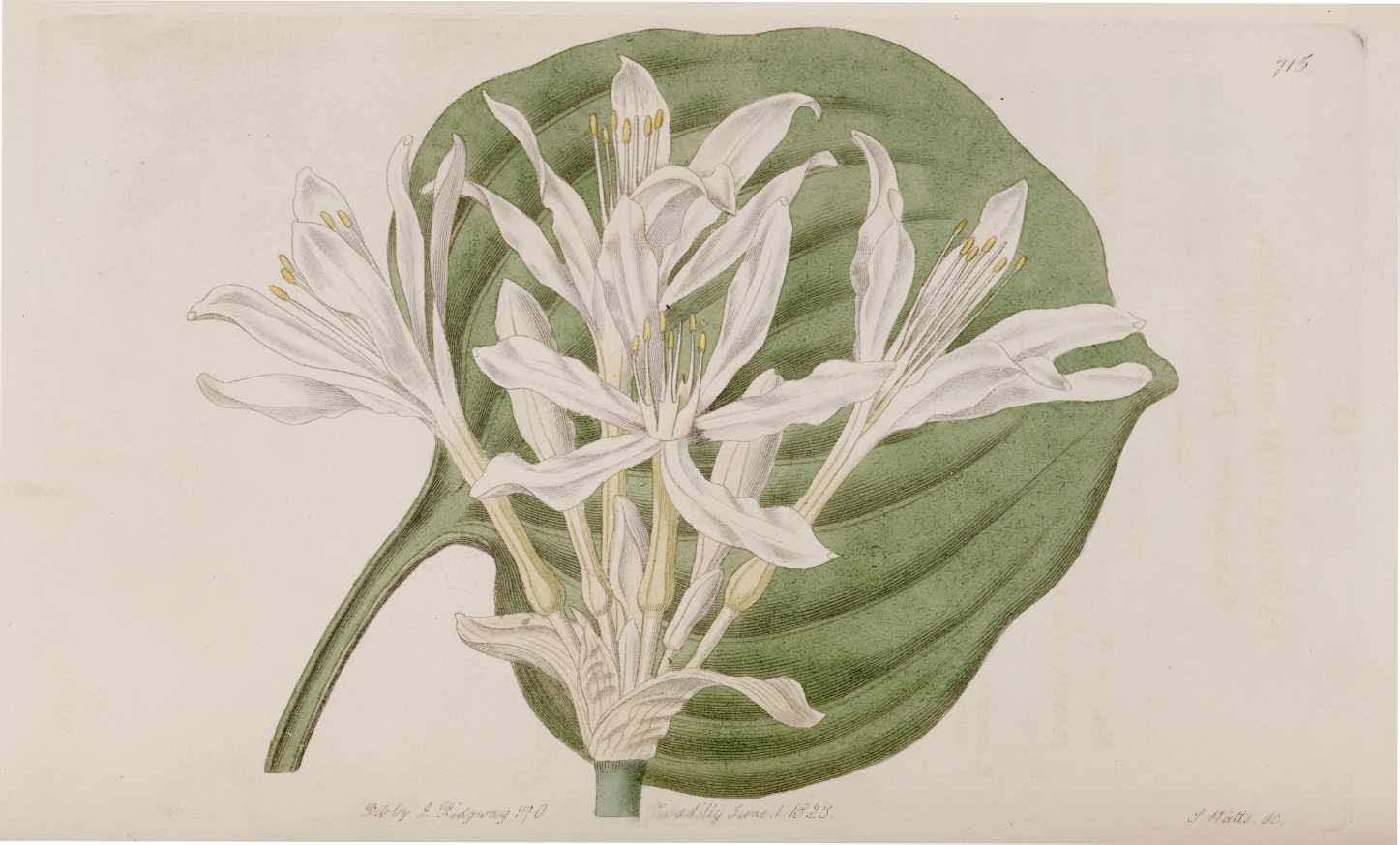
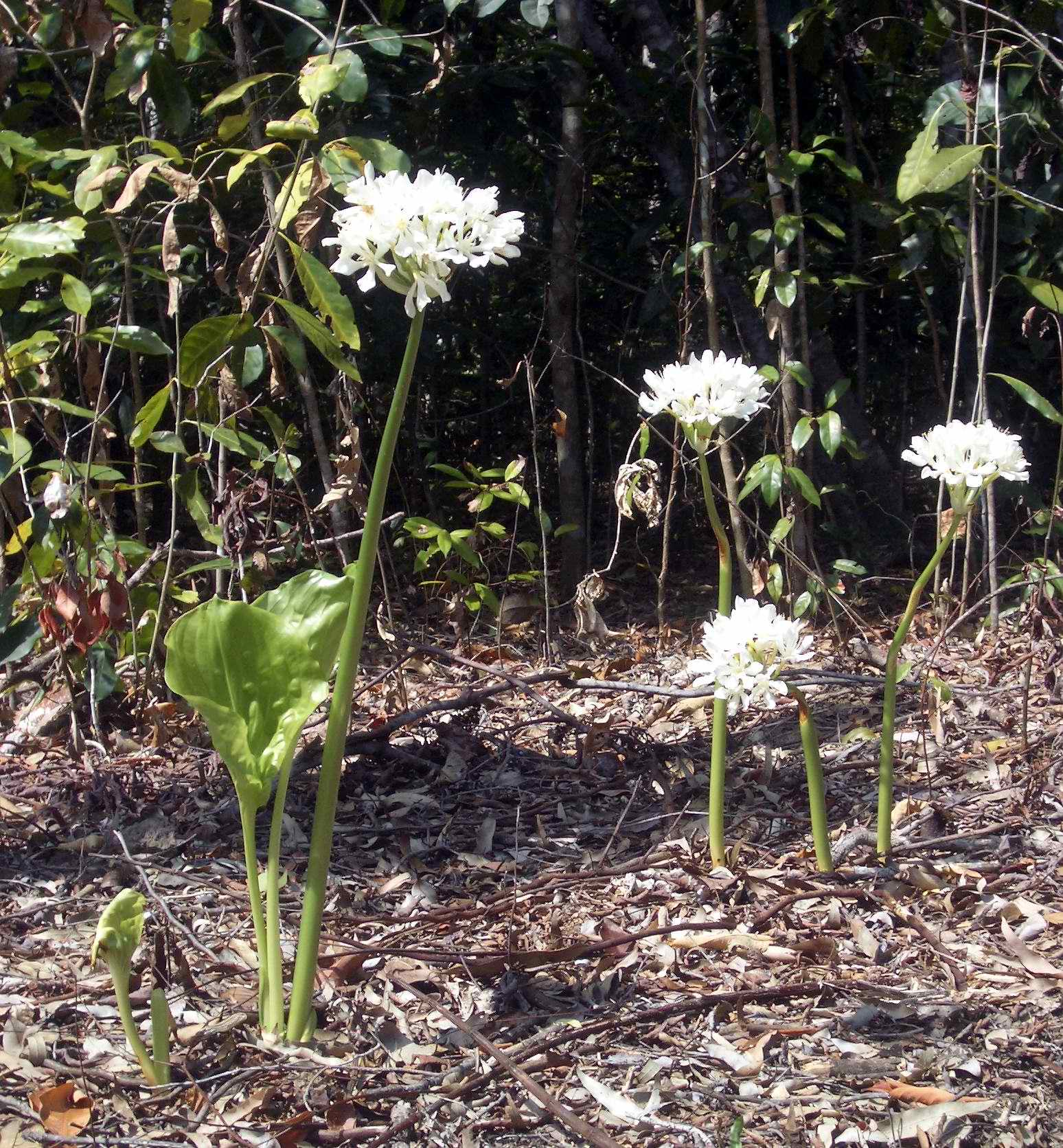
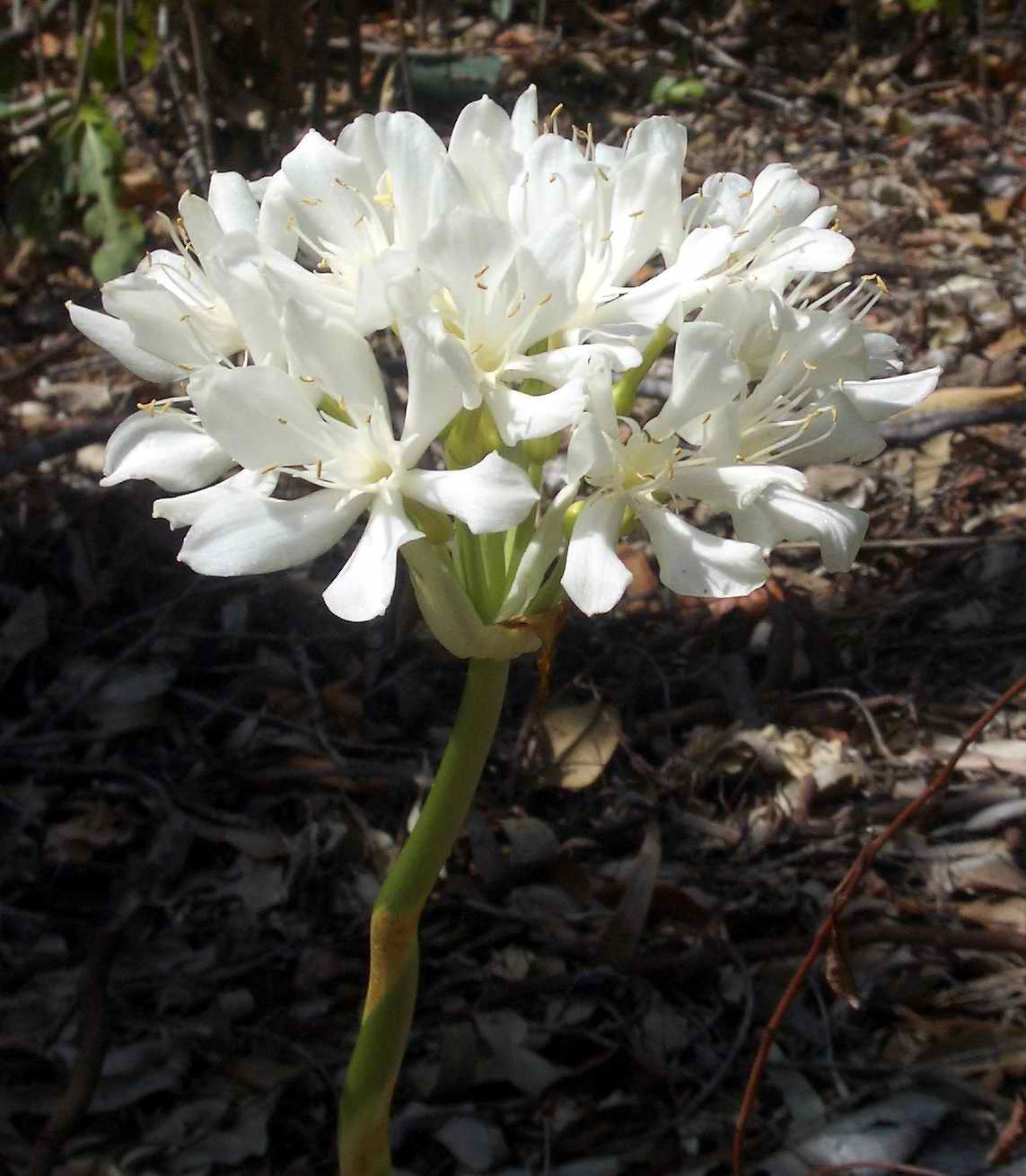
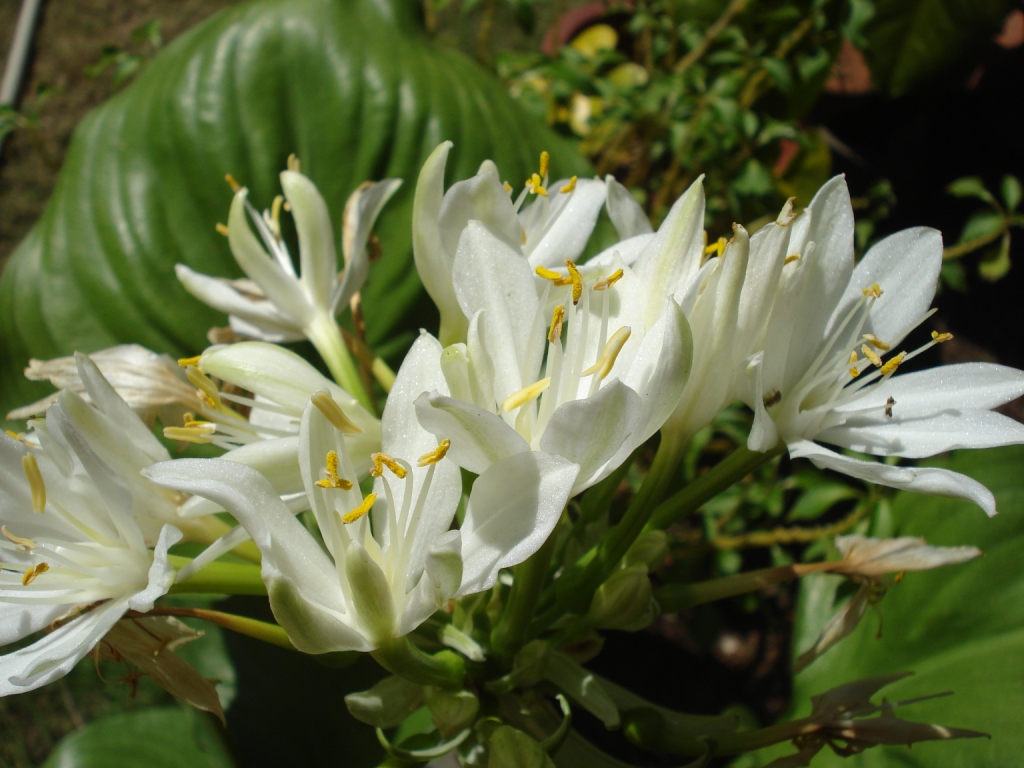
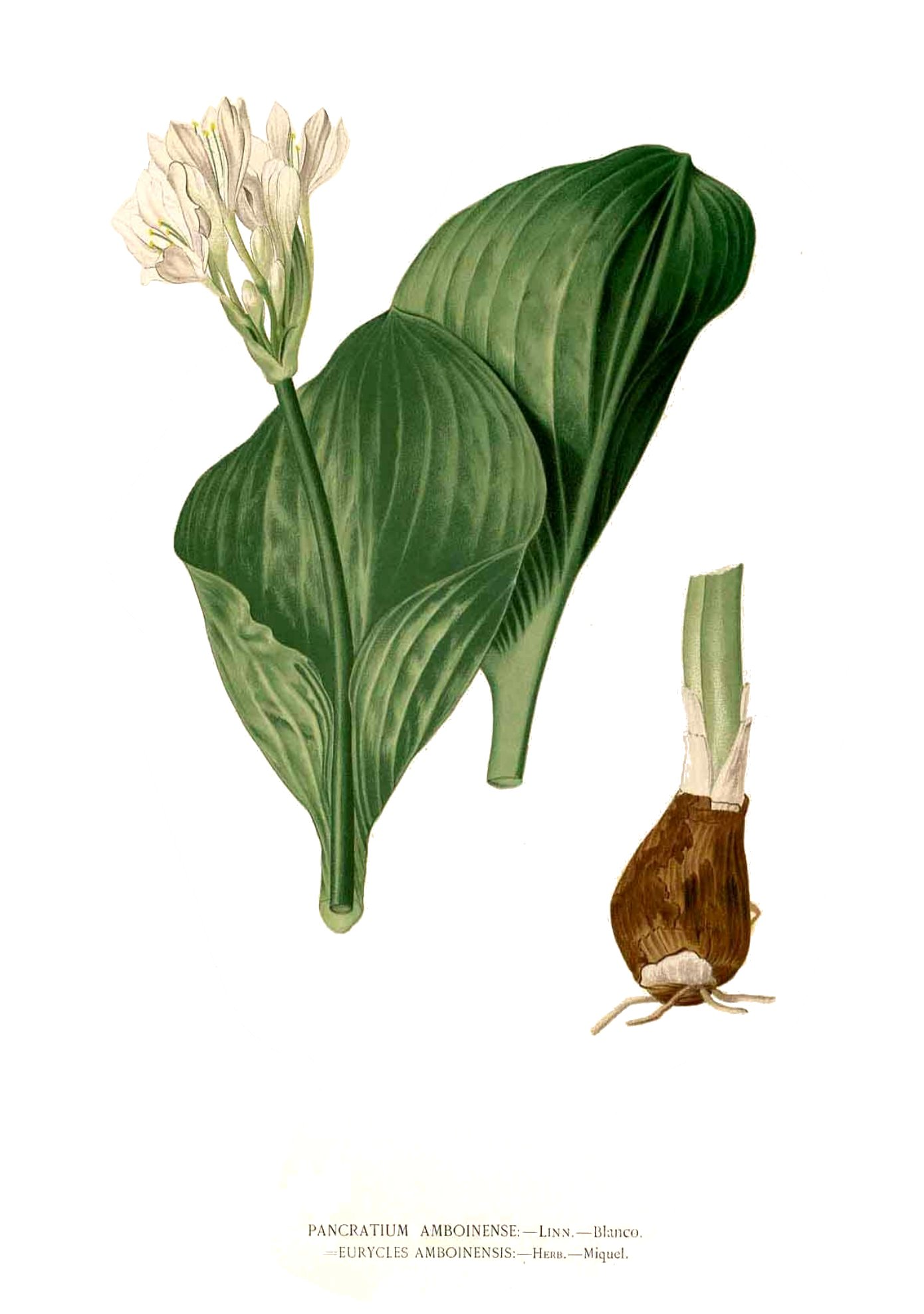
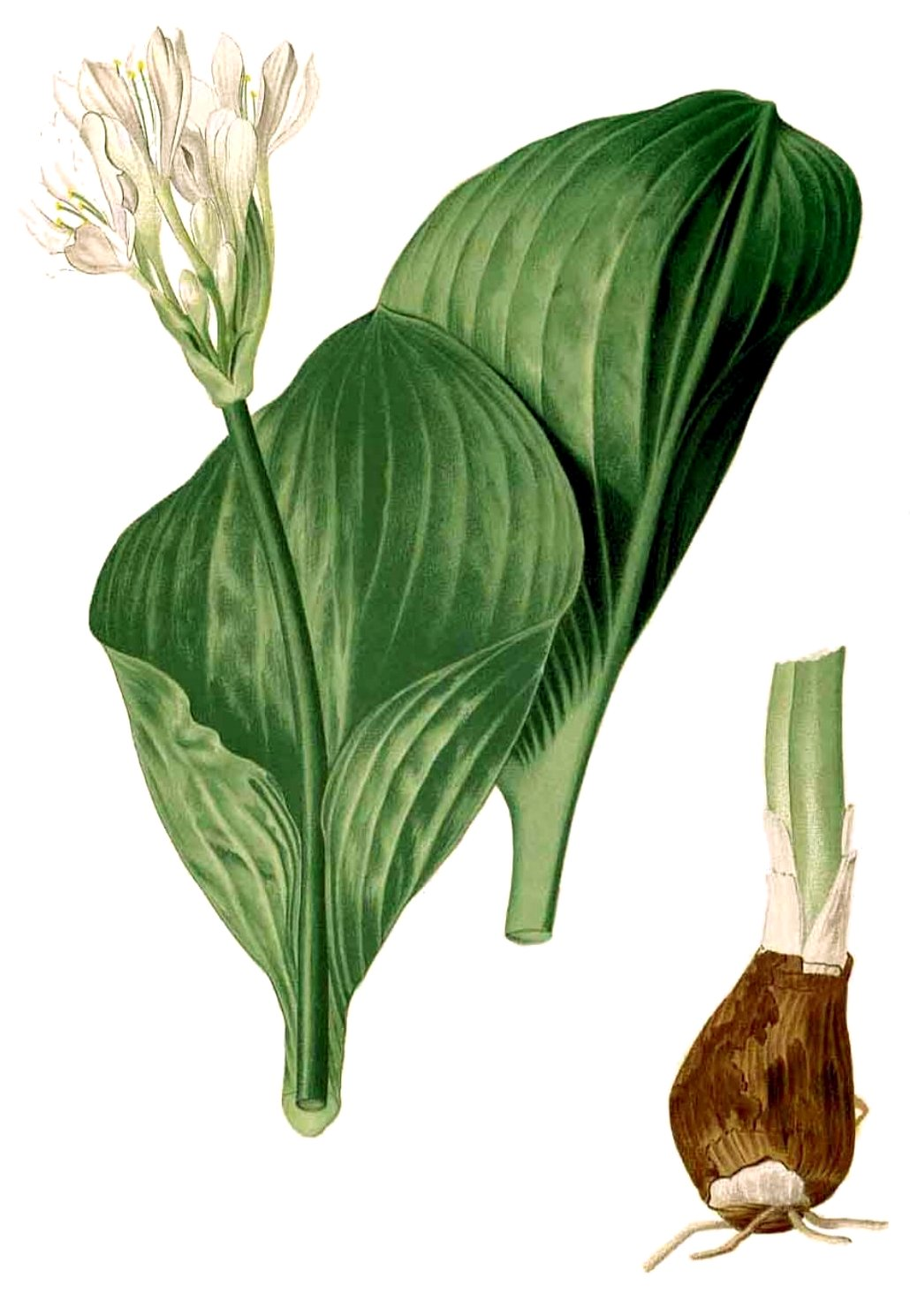